# Osananajimi ga Zettai ni Makenai Rabu Kome
Osananajimi ga Zettai ni Makenai Rabu Kome (幼なじみが絶対に負けないラブコメ), gọi tắt là Osamake (おさまけ), là một series light novel hài lãng mạn được viết bởi Nimaru Shūichi và minh hoạ bởi Shigure Ui. Một phiên bản manga được thực hiện bởi Itō Ryō được đăng dài kì trên tạp chí seinen manga Monthly Comic Alive của Media Factory từ tháng 11 năm 2019. Một phiên bản anime được sản xuất bởi Doga Kobo lên sóng từ tháng 3 đến tháng 6 năm 2021.

## Nội dung
Maru Sueharu là một học sinh cao trung 17 tuổi và chưa từng có bạn gái. Cậu sống kế bên nhà cô bạn thời thơ ấu Shida Kuroha, là một cô gái nhỏ nhắn, dễ thương và hướng ngoại. Vào một ngày, Kuroha đã thú nhận tình cảm của mình với Sueharu, nhưng anh ấy đã từ chối cô; vì Sueharu chỉ để ý đến mối tình đầu của anh ấy, Kachi Shirokusa, một cô gái nổi tiếng ở trường và đạt được nhiều giải thưởng văn học. Shirokusa thờ ơ với mọi chàng trai trong trường, trừ Sueharu, điều đó khiến Sueharu nghĩ anh ấy sẽ có cơ hội để thổ lộ tình cảm của mình. Nhưng ngay khi Sueharu quyết định làm điều đó, anh ấy hốt hoảng khi phát hiện ra Shirokusa đã có bạn trai. Kuroha đuổi theo Sueharu, đề nghị với anh ấy rằng cô sẽ giúp anh trả đũa Shirokusa và bạn trai của cô ta.

## Nhân vật
Maru Sueharu (丸 末晴)
Lồng tiếng bởi: Yoshitsugu Matsuoka
Từng là một diễn viên nhí tài năng. Anh ấy đã bị sốc khi biết được cái chết của mẹ mình và ngừng diễn xuất khi anh đang ở trên đỉnh cao sự nghiệp của mình, trở thành một nam sinh bình thường ở phần đầu câu chuyện. Mặc dù anh ấy có khả năng diễn xuất tuyệt vời, anh ấy vẫn dễ dàng bị đọc vị và trở nên tương đối ngây thơ khi mọi thứ trở nên lãng mạn, điều đó khiến anh dễ bị trêu chọc bởi người khác giới.
Shida Kuroha (志田 黒羽)
Lồng tiếng bởi: Inori Minase
Bạn thuở nhở của Sueharu và sống ngay bên cạnh anh. Là chị cả, cô ấy rất giỏi trông nom và chăm sóc cho người khác. Dù cô luôn mong muốn Sueharu được hạnh phúc, cô ấy không ngần ngại sử dụng nó để tạo nên ưu điểm của mình trong mắt Sueharu.
Kachi Shirokusa (可知 白草)
Lồng tiếng bởi: Ayane Sakura
Là một tiểu thuyết gia từng đoạt giải thưởng văn học và là mối tình đầu của Sueharu. Khi Sueharu vào trung học phổ thông, anh đã không nhận ra cô vì ngày trước cô có ngoại hình giống một cậu bé. Cô ấy nổi tiếng ở trường nhờ phong thái, sự thông minh, và vẻ ngoài của cô. Mặc dù cô luôn lạnh lùng và xa lánh hầu hết các bạn nam cùng lớp, cô ấy lại thân thiện với Sueharu sau khi anh ta khen bài viết của cô ấy.
Momosaka Maria (桃坂 真理愛)
Lồng tiếng bởi: Saori Ōnishi
Một nữ diễn viên nổi tiếng nhờ đóng bộ phim Cô em gái hoàn hảo. Sueharu là đàn anh của cô khi anh còn là diễn viên nhí, qua đó họ đã phát triển mối quan hệ giống như anh em ruột. Cô thần tượng Sueharu và muốn anh trở lại nghiệp diễn.
Kai Tetsuhiko (甲斐 哲彦)
Lồng tiếng bởi: Nobunaga Shimazaki
Bạn thân của Sueharu. Anh ấy thích xem Sueharu biểu diễn vào các sự kiện khác nhau và thường sắp xếp mọi thứ sau hậu trường.
Abe Mitsuru (阿部 充)
Lồng tiếng bởi: Takuma Terashima
Bạn trai giả của Shirokusa. Là một người hâm mộ của Sueharu khi Sueharu còn là diễn viên nhí.
Mine Meiko (峰 芽衣子)
Lồng tiếng bởi: M.A.O
Bạn thân của Shirokusa.
Kachi Soichiro (可知 総一郎)
Lồng tiếng bởi: Tetsu Inada
Bố của Shirokusa.
Asagi Rena (浅黄 玲菜)
Lồng tiếng bởi: Tomoyo Takayanagi
Một hậu bối ở trường của Sueharu
Shida Midori (志田 碧)
Lồng tiếng bởi: Akane Fujita
Em gái lớn nhất của Kuroha. Là người cao nhất nhà Shida.
Shida Aoi (志田 蒼依)
Lồng tiếng bởi: Miyuri Shimabukuro
Em gái lớn thứ hai của Kuroha, là chị em song sinh của Akane
Shida Akane (志田 朱音)
Lồng tiếng bởi: Natsumi Hioka
Đứa em út của Kuroha, là chị em song sinh của Aoi.
Ōragi Shion (大良儀 紫苑)
Lồng tiếng bởi: Kaede Hondo
Hardy Shun (ハーディ・瞬 Hādi Shun)
Lồng tiếng bởi: Wataru Takagi
Momosaka Eri (桃坂 絵里)
Lồng tiếng bởi: Minami Takahashi

## Sản phẩm
Tên các nhân vật được tham khảo từ Fire Emblem: ví dụ, Maru, Shida, Kachi, Kai và được đặt tên theo Marth và tương tự là Sheeda, Catria, Cain and Maria . Tên của các nhân vật nữ bao gồm cả màu sắc: ví dụ, Kuroha (lit. "lông vũ đen/cánh"), Shirokusa (lit. "một loài hoa trắng"), Momosaka (lit. "đồi hồng"), Asagi (lit. "vàng nhạt"), Midori (lit. "xanh lục"), Aoi (lit. "xanh lam"), Akane (lit. "đỏ") and Shion (lit. "vườn đen").

## Truyền thông

### Light novel
Được sáng tác bởi Nimaru Shūichi và minh hoạ bởi Ui Shigure. ASCII Media Works đã bắt đầu công bố se-ri này sau Dengeki Bunko in ấn từ tháng 6/2019. Có tổng cộng 8 chương đã được phát hành
| # | Ngày phát hành tiếng Nhật | ISBN tiếng Nhật                                                       |
| - | ------------------------- | --------------------------------------------------------------------- |
| 1 | 8 tháng 6, 2019           | 978-4-04-912524-5                                                     |
| 2 | 10 tháng 10, 2019         | 978-4-04-912852-9                                                     |
| 3 | 7 tháng 2, 2020           | 978-4-04-912899-4                                                     |
| 4 | 10 tháng 6, 2020          | 978-4-04-913213-7                                                     |
| 5 | 10 tháng 10, 2020         | 978-4-04-913371-4                                                     |
| 6 | 22 tháng 2, 2021          | 978-4-04-913496-4 (bản thường) 978-4-04-913497-1 (phiên bản đặc biệt) |
| 7 | 9 tháng 4, 2021           | 978-4-04-913736-1                                                     |
| 8 | 10 tháng 6, 2021          | 978-4-04-913737-8                                                     |
| 9 | 10 tháng 2, 2022          | 978-4-04-913902-0                                                     |

### Manga
Một phiên bản manga bởi Itō Ryō đã bắt đầu được đăng nhiều kỳ Media Factory's Monthly Comic Alive vào tháng 11/2019, với 4 tankōbon chương được công bố.
| # | Ngày phát hành tiếng Nhật | ISBN tiếng Nhật                                                       |
| - | ------------------------- | --------------------------------------------------------------------- |
| 1 | 23 tháng 5, 2020          | 978-4-04-064697-8                                                     |
| 2 | 22 tháng 2, 2021          | 978-4-04-680003-9 (bản thường) 978-4-04-680004-6 (phiên bản đặc biệt) |
| 3 | 23 tháng 4, 2021          | 978-4-04-680385-6                                                     |
| 4 | 22 tháng 11, 2021         | 978-4-04-680870-7                                                     |

Một phần ngoại truyện được viết bởi Aoki Mutsumi với tiêu đề Osananajimi ga Zettai ni Makenai Love Come: Otonari no Yon-shimai ga Zettai ni Honobono suru Nichijō (Cuộc sống thường ngày nơi bốn chị em hàng xóm sẽ làm bạn cảm thấy ấm ấp) đã được đăng nhiều ký trên Media Factory's Monthly Comic Alive vào 27/1/2021.
| # | Ngày phát hành tiếng Nhật | ISBN tiếng Nhật   |
| - | ------------------------- | ----------------- |
| 1 | 21 tháng 5, 2021          | 978-4-04-680386-3 |

### Anime
Một phiên bản hoạt hình  được công bố vào ngày 3/10/2020. được đóng bởi Doga Kobo Naoya Takashi làm đạo diễn, với Tomita Yoriko viết kịch bản. Naoya thiết kế nhân vật. Bộ phim được phát sóng từ 14/3 đến 30/6/2021 trên AT-X và các kênh khác. Azuna Riko là người đã hát bài nhạc nền mở đầu của bộ phim: "Chance! & Revenge!", trong khi Minase Inori và Sakura Ayane là người đã hát bài nhạc nền kết thúc của bộ phim: "Senryakuteki de Yosō Funō na Love Comedy no Ending Tema Kyoku". Crunchyroll đã được cấp phép cho loạt phim bên ngoài châu Á. Muse Communication đã cấp phép cho loạt phim ở Đông Nam Á và Nam Á, và sẽ phát trực tiếp trên kênh Muse Asia YouTube channel và Bilibili. Loạt phim dài 12 tập.

#### Danh sách tập phim
| TT. | Tiêu đề | Đạo diễn                  | Biên kịch     | Ngày phát hành gốc  |
| --- | --- | ------------------------- | ------------- | ------------------- |
| 1 | "Người bạn thời thơ ấu sẽ không thua trong một câu chuyện tình hài hước" Chuyển ngữ: "Osananajimi ga Zettai ni Makenai Rabu Kome" (tiếng Nhật: 幼なじみが絶対に負けないラブコメ)                           | Matsuo Asami              | Yoriko Tomita | 14 tháng 4 năm 2021 |
| Sueharu Maru đã có cảm tình với bạn cùng lớp, thần tượng ở trường học, đồng thời cũng là người từng đạt giải thưởng của nhà văn trẻ xuất săc, Shirokusa Kachi, và họ đã gắn kết tình cảm bạn bè với nhau. Cậu ấy cũng là bạn thơ ấu của một "thần tượng" trong trường học khác, Kuroha Shida, người đã thổ lộ với cậu tình cảm của mình nhưng đã bị từ chối do cậu có tình cảm với Kachi. Ở lớp, cậu nghe được rằn Kachi có mối quan hệ với Mitsuru Abe, làm cậu rất buồn lòng. Shida đến để anh ủi cậu, và thuyết phục cậu trả đũa Kachi và Abe bằng cách giả vờ có mối quan hệ với cô để khiến Kachi ghen tỵ; tất cả những điều Shida làm chỉ là tạo cơ hội để được ở gần Maru vì khiến cậu ấy thích cô. Maru cố gắng tìm những điểm xấu của Abe, nhưng bất thành, khi hai người đối mặt nhau, Abe đã tiết lộ rằng anh biết Maru từng là một diễn viên nhí. | |                           |               |                     |
| 2 | "Hoàn cảnh của mỗi người" Chuyển ngữ: "Kare to Kanojo to Kanojo no Jijō" (tiếng Nhật: 彼と彼女と彼女の事情)                                                                                                | Sung Min Kim              | Yoriko Tomita | 21 tháng 4 năm 2021 |
| Sau khi Abe tiết lộ cho Maru rằng anh biết Maru từng là diễn viên nhí và là ngôi sao nổi tiếng của một nhà hát, Abe tiếp tục nói rằng mối quan hệ của anh với Kachi chỉ là một phần của kế hoạch để trêu đùa Maru sau khi biết Kachi thích anh ta, và anh ta có ý định thổ lộ với cô ấy ở lễ hội tỏ tình. Maru quyết định rằng cách tốt nhất để vượt mặt Abe chính là để lớp của họ tổ chức một vở kịch cho lễ hội, mà cậu ấy đã thuyết phục Kachi viết kịch bản, ngay cả khi Shida tiết lộ một cách bất ngờ về "mối quan hệ" của họ với cả lớp. Trong khi đang luyện tập, Maru đột nhiên bị chứng thở gấp và ngất đi. Cậu tỉnh dậy khi Kachi đang trông anh ấy trong phòng y tế của trường, và khi cô ấy tiết lộ rằng cô biết cậu chính là 1 diễn viên nhí và hỏi tại sao cậu lại từ bỏ nghiệp diễn, cậu đã nói thật rằng sau cái chết của mẹ cậu trong lúc diễn, loạt phim của họ bị gián đoạn, cậu bị tổn thương tâm lý và quyết định từ bỏ nghiệp diễn. Kachi sau đó tiếp tục suy nghĩ về mọi thứ, tiết lộ rằng cô ấy và Maru từng là bạn khi họ còn nhỏ, với cô ấy được gọi là "Shiro", vì cha cô ấy là đồng nghiệp của công ty Maru từng làm, và chính Maru là người đã thuyết phục cô ấy viết tiếp câu chuyện. Tuy nhiên, sau khi chương trình bị hủy, cô đã không gặp lại cậu nữa, vì vậy Kachi đã cảm thấy rất buồn và cố gắng hết mình để trở thành một nhà văn xuất sắc, vì hóa ra đối với anh ấy, anh ấy là mối tình đầu của cô ấy. | |                           |               |                     |
| 3 | "Tôi đã trả thù được mối tình đầu của mình" Chuyển ngữ: "Ga, Hatsukoi Fukushū Kanryō su" (tiếng Nhật: 我、初恋復讐完了す)                                                                                  | Akane Ōzora Takashi Naoya | Yoriko Tomita | 28 tháng 4 năm 2021 |
| Trong buổi đầu của lễ hội tỏ tình, Kachi, còn được biết là "Shiro", đến thăm Maru, cô rất vui khi được gặp lại cậu ấy. Sau khi cô ấy biết cậu vẫn còn nhớ lời hứa sẽ trở thành diễn viên trong tiểu thuyết của cô, Kachi đã tiết lộ về bản thân, tiết lộ rằng cô ấy thấy ghen tị vì anh ấy luôn ở bên Shida và muốn cậu ấy chú ý đến cô. Cô ấy ủng hộ Meru và cậu bắt đầu thân thiện hơn với cô. Sau khi cô rời đi, Shida đã nghe trộm được và mặt đối mặt với Kachi, khi hai cô gái tuyên bố sẽ giành lấy Maru. Maru và Shida đi dạo quanh lễ hội, và cô ấy nói sẽ từ bỏ mối quan hệ này và để Maru lựa chọn. Khi bế mạc lễ hội, Abe bật một bài hát và nhảy và sau đó sẽ tỏ tình với Kachi, trong khi Maru đến và giành lấy bài nhảy của cậu. Sau đó, thay vì thú nhận tình cảm của mình với Kachi, cậu đã tiết lộ kế hoạch của mình là để trả thù, thay vào đó cậu ấy đã thú nhận với Shida, người đã luôn bên cạnh vì cậu, khiến Shida bất ngờ vì khiến Kachi rất sốc. Tuy nhiên, trong sự ngạc nhiên của mọi người, Shida đã vui vẻ từ chối cậu. Sau đó, bạn của Maru, Kai và Abe đã nói chuyện và biết được Abe làm vậy chỉ để khơi dậy lại tài năng của Maru vì cậu từng là 1 fan của Maru khi cậu còn nhỏ. Họ cũng nói về việc Shida chỉ từ chối Maru để trả đũa vì đã từ chối cô ấy trước đó. Sâu trong tâm hồn cô ấy vẫn yêu Maru. Trong khi đó, một cô gái đã xem video màn trình diễn trên điện thoại và nhận ra Maru. | |                           |               |                     |
| 4 | "Momosaka Maria, Tấn công!" Chuyển ngữ: "Momosaka Maria Shūrai" (tiếng Nhật: 桃坂真理愛襲来) | Yoshiyuki Shirahata       | Ayumu Hisao   | 5 tháng 5 năm 2021  |
| Maru vẫn tiếp tục cảm thấy thất vọng sau khi cuộc tỏ tình thất bại. Maru cũng biết được rằng Kai đã đăng video buổi biểu diễn và tỏ tình của cậu, khiến cậu ấy đã khó chịu lại càng trở nên khó chịu hơn. Hôm đó cậu bất ngờ được Maria Momosaka, một nữ diễn viên nhí nổi tiếng (và cũng là đàn em của Maru khi cậu còn đang trong nghiệp diễn) ghé thăm. Cô rất vui vì được gặp lại cậu ấy, đồng thời cũng làm Kachi và Shida tức tối. Kai sau đó đã giới thiệu với Maru về Rena Asagi, một nữ sinh năm nhất, đàn em của Kai và cũng thường được cậu nhờ vả nhiều việc. Kachi gặp Maru để nói rằng cha của cô muốn gặp lại Maru sau khi biết đươc cậu có dự định quay lại nghiệp diễn xuất. Khi Shida mới vừa xuất hiện, Maru, do vẫn còn tổn thương vì bị từ chối ở "Lễ hội Tỏ tình", cậu đã lùi xa ra khỏi cô ấy và trốn phía sau Kachi, khiến Shida rưng rưng nước mắt mà bỏ đi. Cả Maru và Shida đều được Kai hỗ trợ riêng khi họ cố gắng quyết định những gì họ muốn. Maru về đến nhà thì đã thấy Momosaka ở đó, nấu bữa tối, và tiết lộ rằng công ty điện ảnh mà Maru từng làm, bây giờ được điều hành bởi con trai của vị Chỉ tịch tiền nhiệm, muốn thuyết phục Maru quay lại trên màn ảnh, cùng với Shida. Ngay sau đó, chị em của Shida đột nhiên xuất hiện, nói rằng "Chị Shida đã bị mất trí nhớ." | |                           |               |                     |
| 5 | "Cô ấy đã bị mất trí nhớ!" Chuyển ngữ: "Kioku Kakeru Shōjo" (tiếng Nhật: 記憶カケル少女)"Cái bẫy mang tên "Xúc xích bạch tuộc"." Chuyển ngữ: "Tako-san Uinnā no Wana" (tiếng Nhật: タコさんウインナーの罠) | Matsuo Asami              | Ayumu Hisao   | 12 tháng 5 năm 2021 |
| Sau khi Momosaka gây rối, "khiến cho mọi thứ rối tung lên" với Maru và chị em của Shida một chút trước khi rời đi, chị em của Shida đã nói rằng trí nhớ của Shida đã đột nhiên mất đi sau khi cô tỏ tình với Maru. Dù việc gần gũi với cô ấy sau khi bị từ chối lời tỏ tình đầu rất là khó khăn, Maru vẫn quyết tâm sẽ giúp đỡ cô ấy bằng mọi cách mà cậu có thể. Shida tự nhủ mình rằng cô muốn bắt đầu lại để xây dựng lòng tin đã mất từ Haru. Kachi sau đó đến và cho hai người(Maru và Shida) đi nhờ, và khi thấy được sự ghen tuông hiện rõ mồn một trên mặt của Shida, Kachi tin rằng cô ấy không thật sự mất trí nhớ, nên Maru đã nghĩ ra một kế hoạch để kiểm chứng điều đó. Vào bữa trưa, cậu cho cô ấy ăn một hộp cơm với xúc xích bạch tuộc, vì Shida từng có một vấn đề trong quá khứ khiến cô rất ghét món này, Tuy nhiên, cô ấy vẫn ăn như không có chuyện gì cả. Khi cả hai thảo luận về việc Maru có khả năng quay trở lại diễn xuất, Kachi và Kai đều đưa ra ý kiến riêng của họ. Kai tiết lộ rằng cậu muốn bắt đầu sản xuất video với câu lạc bộ giải trí của mình, gọi là "Câu lạc bộ Xanh thẳm", với Kachi viết kịch bản, và cố gắng thuyết phục Maru chấp nhận. Để quyết định điều mình muốn, Maru đã đến công ty điện ảnh, với Shida, Kachi, Kai, và Momosaka đi cùng cậu. Vị chủ tịch, Shun Hardy, đã "dụ dỗ" họ với thoả thuận về lợi nhuận là hơn một triệu đô-la, tuy nhiên Shida vẫn từ chối lời đề nghị này. Khi Hardy không thể thuyết phục cô ấy thực hiện thỏa thuận, ông ta đã xúc phạm cô ấy, Maru đã đổ một chai rượu vang lên đầu của ông để trả đũa cho Shida. | |                           |               |                     |
| 6 | "Người cười cuối cùng." Chuyển ngữ: "Saigo ni Warau Mono" (tiếng Nhật: 最後に笑う者) | Matsuo Asami              | Seiko Takagi  | 19 tháng 5 năm 2021 |
| Sau khi Hardy đe doạ họ rằng sẽ báo cảnh sát, cha của Kachi và Momosaka đã tìm cách thoả hiệp bằng cách đề nghị mở một cuộc thi. Cả công ty điện ảnh và nhóm Maru, nhóm "Liên minh Xanh thẳm", will produce a commercial for the pharmaceutical company, và nếu nhóm của Haru thắng, họ sẽ được quyết định điều họ muốn. Nhưng nếu họ thua, Maru sẽ phải quay lại làm việc cho cơ quan điện ảnh. Momosaka quyết định quảng cáo ở bên phe Công ty để cho Maru thấy cô đã trưởng thành như thế nào. Mặc dù có một số trở ngại lúc đầu, "Liên minh Xanh thẳm" cuối cùng đã chiến thắng cuộc thi, và Maru quyết định sẽ ở lại, tiếp tục cuộc sống bình thường. Sau khi thoát khỏi hợp đồng ở công ty điện ảnh, Momosaka đã chuyển đến lớp Maru, khiến Shida và Kachi's càng thêm tức tối. Sau đêm đó, Maru đã biết được rằng Shida chỉ giả vờ mất trí nhớ. | |                           |               |                     |
| 7 | "Tớ biết! Hãy đến Okinawa!" Chuyển ngữ: "Sō da, Okinawa e Ikō!" (tiếng Nhật: そうだ、沖縄へ行こう！) | Sung Min Kim              | Yoriko Tomita | 26 tháng 5 năm 2021 |
| Maru và Shida đã rơi vào một cuộc chiến sau khi Shida nói rằng cô bị mất trí nhớ, và Maru's không hiểu sao cô ấy lại làm vậy. Cùng thời điểm đó, Kachi thoả thuận với Kai để dẫn trước trong "Cuộc đua Tình yêu". Tại Liên minh Xanh thẳm, các thành viên nam gợi ý về việc đến Onikawa để có những khoảng thời gian, ký ức đẹp của mùa hè; các cô gái ban đầu từ chối ý tưởng quay bộ đồ bơi của họ nhưng cuối cùng cũng phải miễn cưỡng đồng ý. Bởi vì phải trông coi các em, Shida sẽ phải đi với họ vào ngày hôm sau. Sau đêm đó, Aoi đến để giúp Maru, đồng thời đưa ra lời khuyên, cảnh báo cậu ấy về "Điều kì diệu của du lịch". Sau khi Kachi kiểm tra lại lai lịch của Kai, cô phát hiện ra Rena là em gái cùng cha khác mẹ của Kai, nhưng Rena muốn giữ bí mật về mối quan hệ gia đình của cô. Nhóm có cả chị của Momosaka, Eri, chuẩn bị cho chuyến dã ngoại trong khi Kachi và Momosaka tranh cãi về khả năng nấu ăn của mỗi người về quyết định mở một cuộc thi nấu ăn. | |                           |               |                     |
| 8 | "Sự phản đối của Shirokusa." Chuyển ngữ: "Gyakushū no Shirokusa" (tiếng Nhật: 逆襲の白草) | Matsuo Asami              | Seiko Takagi  | 2 tháng 6 năm 2021  |
| Sau khi họ quyết định mở cuộc thi nấu lẩu, Kachi thất vọng và phản đối vì cô không giỏi làm món lẩu mà thay vào đó muốn làm gà rán, món khoái khẩu của Maru. Sau khi nghe thấy Maru và Kai bàn chuyện về cảm xúc của Maru với Kachi và Shida, Momosaka đã cố gắng nghĩ ra một cách để gần gũi với cậu hơn. Cả nhóm đã đến căn biệt thự của gia đình Kachi và thư giãn tại đó. Trong khi đó, Shida cố gắng kìm lại sự ghen tuông trong mình, tưởng tượng đến việc những cô gái khác có thể gần gũi hơn với Maru như thế nào. Maru sau đó nhận được một tin nhắn từ Kachi rằng cô muốn cho cậu xem đồ bơi ở một khu vực riêng tư phía sau biệt thự. Những người còn lại của nhóm quyết định lần theo và sẽ ngăn họ lại nếu mọi chuyện đi quá xa. Kachi đã cố gắng để luyện tập bài nhảy của mình nhưng có vài vấn đề. Tối đó, Kachi chán nản quay lại bãi biển, và được Maru an ủi sau khi nói cho cậu về tất cả mọi thứ mà cô lo lắng. Cả hai gần như đã hôn nhau, cho đến khi Maru nhớ lại lời của Aoivà dừng lại. Sáng hôm sau, Maru tỉnh dậy và gặp Shida cùng với các em của cô. | |                           |               |                     |
| 9 | "Thiên đường SOS!!" Chuyển ngữ: "Paradaisu Esu Ō Esu" (tiếng Nhật: パラダイスSOS) | Shōgo Arai                | Ayumu Hisao   | 9 tháng 6 năm 2021  |
| Hai chị em đến nơi khi Maru và Shida tiếp tục giữ khoảng cách với nhau. Cô quyết định đối mặt với Maru, và vẫn cầu xin sự tha thứ cho đến khi cô ấy xin lỗi, cô ấy chủ động hơn khi liên tục nói "Mình thích cậu" với Maru suốt cả ngày, khiến cậu vừa bối rối vừa khó chịu. Tuy nhiên, sau đó, khi họ làm việc trong các buổi học của mình, Maru nhận ra công việc mà Shida đã giao cho anh ấy và bắt đầu đánh giá cao cô ấy hơn. Trong khi chuẩn bị sân khấu cho màn trình diễn của các cô gái, Akane bày tỏ cảm xúc của mình một cách bối rối khi nhìn thấy Maru đi cùng rất nhiều cô gái khác. Tối hôm đó, Maru bắt gặp Kachi đang tập khiêu vũ, mặc dù cô ấy bị bong gân mắt cá chân trước đó, khi anh ấy cổ vũ, cô đã thành công. Đồng thời, Akane theo dõi họ, Aoi đã nhận ra là cô ấy đã bắt đầu nảy sinh tình cảm với Maru, điều mà cô luôn cố gắng phủ nhận điều đó để tránh tự làm chính mình bị tổn thương. Ngày hôm sau, các cô gái đã có màn biểu diễn thành công. Khi Kachi suýt ngã khỏi sân khấu, Maru đã đỡ cô kịp thời, nhưng điều đó đã khiến anh ấy bị gãy tay. Trở lại trường học, Abe gặp Kai để thảo luận về những diễn biến đang diễn ra, người sau phỏng đoán rằng Kachi hiện đang dẫn đầu, do là mẫu con gái mà Maru thích. Maru biết rằng Kachi và người giúp việc của cô ấy sẽ chuyển đến để chăm sóc anh ấy, trước sự khó chịu của Shida. | |                           |               |                     |
| 10 | "Cuộc bàn luận bí mật của các cô gái" Chuyển ngữ: "Otome-tachi no Mitsudan" (tiếng Nhật: 乙女たちの密談)                                                                                                   | Matsuo Asami Sung Min Kim | Yoriko Tomita | 16 tháng 6 năm 2021 |
| Shida và Momosaka muốn ở lại qua đêm tại chỗ của Maru cùng với Kachi, nhưng không được cha mẹ họ cho phép. Aoi và Akane cũng bắt đầu giữ khoảng cách với Maru, khiến anh thất vọng. Khi tất cả họ rời đi, Kachi bàn với Shida về ý định lợi dụng tình huống này để được ở gần Maru. Cùng lúc đó, người giúp việc của Kachi, Shion Oragi, nói với Maru rằng Shida chỉ làm mọi thứ vì tôn trọng chứ không phải có gì. Ngày hôm sau, Momosaka chuyển đến học tại trường của Maru, sử dụng tất cả thời gian rảnh rỗi của mình để tán tỉnh Maru, khiến tất cả các chàng trai ghen tị và làm Kachi cảm thấy khó chịu. Kachi làm thức ăn và mời Maru ăn trong bữa trưa, khiến Maru cảm thấy bối rối vì những lời nhận xét của Oragi. Sau đó, anh ấy trò chuyện với Shida trên mái nhà và họ bắt đầu hòa giải. Kai tiết lộ với các thành viên của Liên minh Xanh thẳm rằng họ đã nhận được lời đề nghị tham gia vào một bộ phim tài liệu về cuộc đời của Maru kể từ khi cậu dừng nghiệp diễn. Shida không chắc chắn về điều này, nhưng Kai thuyết phục Maru, hỏi liệu cậu ấy có muốn tham gia không. Cậu nghĩ ra một kế hoạch để, cậu sẽ để Liên minh tự sản xuất bộ phim tài liệu, cũng như giao cho Maru quay một phiên bản mới của cảnh cuối cùng trong bộ phim truyền hình trước đó của anh ấy, Child King. Một thời gian sau, các cô gái gặp nhau để thảo luận về việc thiết lập ranh giới để họ không thể công khai tán tỉnh Maru, đồng thời tìm cách đến gần anh ấy hơn thông qua bộ phim tài liệu.                                                                                                  | |                           |               |                     |
| 11 | "Hãy đến và bắt mình từ ngày đó" Chuyển ngữ: "Ano Hi no Watashi o Tsukamaete" (tiếng Nhật: あの日のわたしをつかまえて)                                                                                     | Sung Min Kim              | Ayumu Hisao   | 23 tháng 6 năm 2021 |
| Nhóm Liên minh Xanh thẳm biết được rằng một số tờ báo lá cả đang bắt đầu đăng những câu chuyện dựa trên quá khứ của Maru, Kai nghi ngờ rằng Shun Hardy là người chịu trách nhiệm và đứng sau chuyện này. Dù vậy, tất cả bọn họ vẫn kiên trì với bộ phim tài liệu của nhóm và kết thúc thực sự của sự nghiệp diễn viên của Maru, hiện được hỗ trợ bởi "Collect Japan TV". Momosaka gợi ý về việc mỗi cô gái(Shida, Kachi, Momosaka) sẽ phỏng vấn Maru, bởi họ đều có mối liên hệ đến quá khứ của Maru. Kachi bắt đầu trước, cô mời Maru đến nhà mình, cùng hồi tưởng lại về tình bạn thời thơ ấu của cả hai, và cách mà Maru đã vượt qua nỗi lo lắng của cậu, cuối cùng cả hai quyết định một buổi hẹn ở tháp Tokyo. Ngày tiếp theo, đến lượt của Momosaka, cô đã đưa Maru trở lại nơi mà mẹ của cậu đã chết, nhằm mục đích giải toả cảm xúc đau buồn của cậu về vụ việc; cô dự tính sẽ sử dụng cơ hội này để hỗ trợ Maru nếu trường hợp xấu nhất xảy ra. Tuy nhiên, sau khi nghe anh giải thích về cảm xúc cô đơn của anh sau khi mẹ mất, Momosaka mới vỡ lẽ, vỡ lẽ vì tình yêu độc nhất mà Maru dành cho người mẹ đã khuất của mình và cô cảm thấy hối hận vì những lời đã nói ra. Điều này đã khiến cho Maru, người tưởng như không bao giờ khóc, đã đổ lệ và ôm chầm lấy Momosaka với hai hàng nước lăn dài trên má. | |                           |               |                     |
| 12 | "Cô bạn thời thơ ấu" Chuyển ngữ: "Osa Kano" (tiếng Nhật: おさかの) | Takashi Naoya             | Yoriko Tomita | 30 tháng 6 năm 2021 |
| Sau khi trở lại trường, Kai nhận ra Child King đã nghỉ hưu, Shida và Kachi sẽ diễn cùng với Maru và Momosaka với kết thúc thực sự. Shida đi bộ về nhà với Maru, cô suy ngẫm về cuộc sống của mình với cậu và đó là khi cô ấy bắt đầu có cảm tình với Maru. Cô đưa Maru đến một nơi mà Maru từng đến khi còn nhỏ để hồi tưởng lại những ký ức tuổi thơ của cậu. Shida một lần nữa đã thổ lộ tình cảm của mình với Maru, đồng thời thú nhận cô từ chối lời thổ lộ của Maru vì trước đó cậu đã từ chối cô, khiến cho Maru cảm thấy rất vui. Tuy nhiên, khi cô hỏi cậu câu trả lời, cậu đã không trả lời ngay lập tức, vì cậu vẫn còn tình cảm với Kachi và Momosaka. Trước khi cậu có thể trả lời, Shida đã dừng lại vì nhận ra suy nghĩ của cậu, thay vào đó cô sẽ trở thành "Cô bạn thời thơ ấu" của Maru, một lời hứa rằng họ sẽ vẫn thân thiết như họ đã từng khi còn bé. Sau khi bộ phim tài liệu được xuất bản, Abe đã đi gặp Kai và Kai đã tiết lộ tất cả kế hoạch của các cô gái và của Shida, và Abe, theo quan điểm cá nhân, cho rằng Kai là người cuối cùng chiến thắng. Sau đó, Maru biết được rằng có một câu lạc bộ những fan hâm mộ cậu được lập ra trong trường. Dĩ nhiên, với tình cảm mà Shida, Kachi và Momosaka dành cho Maru, họ sẽ không để các thành viên nữ của câu lạc bộ đó cản trở họ. | |                           |               |                     |